# 데이비드 스콧

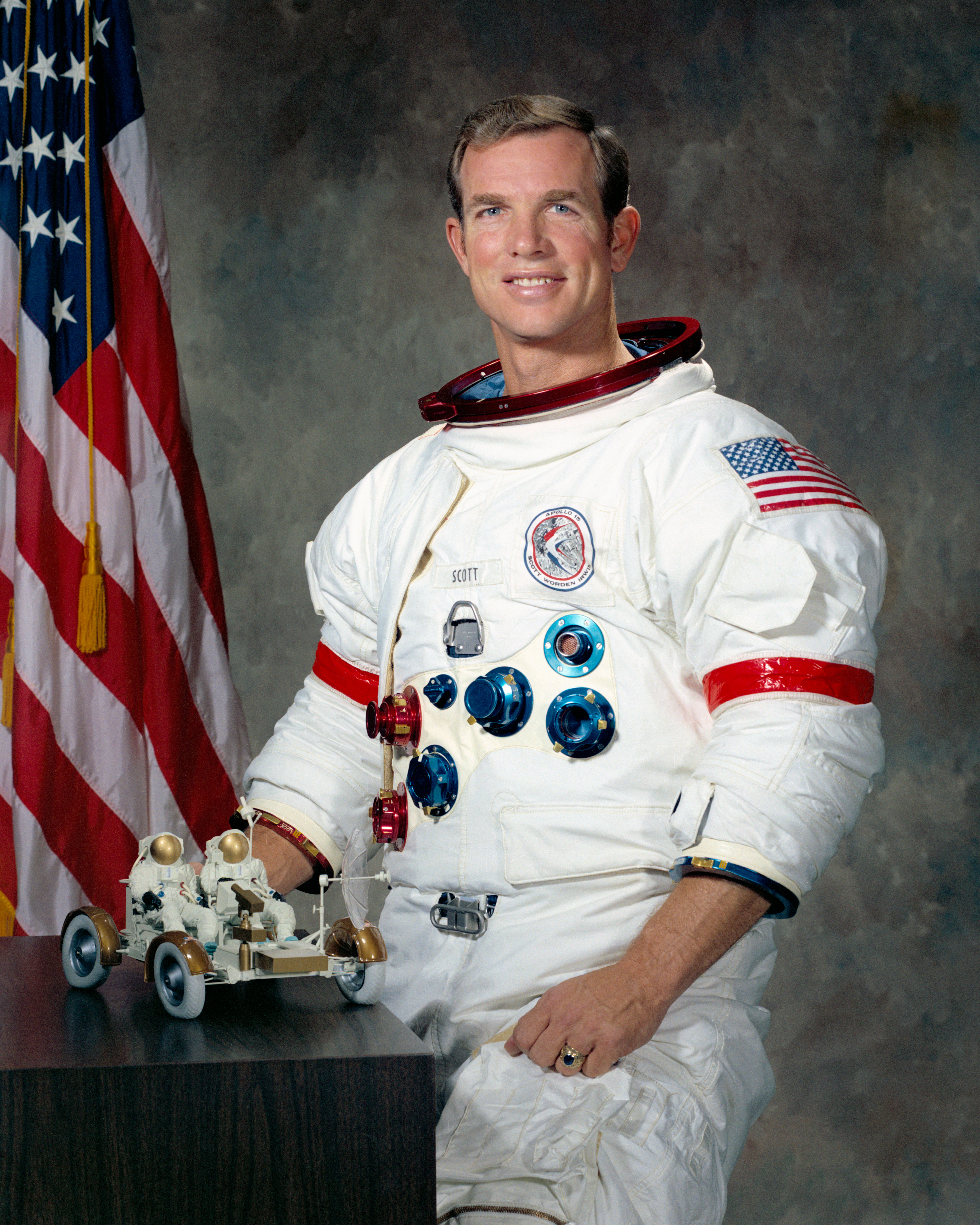
1971년 모습

데이비드 스콧(David Scott, 본명: 데이비드 랜돌프 스콧, David Randolph Scott, 1932년 6월 6일 ~ )은 미국의 은퇴한 테스트 파일럿이자 NASA 우주 비행사로 달에 발을 7번째로 디딘 사람이다. 1963년 세 번째 우주비행사 그룹의 일원으로 선발된 스콧은 세 번이나 우주로 날아가 네 번째 달 착륙인 아폴로 15호를 지휘했다. 그는 살아남은 네 명의 문 워커 중 한 명이며 달에 착륙한 우주선의 유일한 살아있는 사령관이다.
우주비행사가 되기 전 스콧은 웨스트포인트에 있는 미국 육군사관학교를 졸업하고 공군에 입대했다. 유럽에서 전투기 조종사로 복무한 후 공군 실험시험 조종사 학교(62C급)와 항공우주 연구 조종사 학교(4급)를 졸업했다. 스콧은 1975년 대령 계급으로 공군에서 퇴역했으며, 5,600시간 이상의 비행 시간을 기록했다.
우주 비행사로서 스콧은 1966년 3월 닐 암스트롱과 함께 제미니 8호 임무의 조종사로서 처음으로 우주 비행을 했으며, 지구 저궤도에서 11시간도 채 안 되는 시간을 보냈다. 제미니 8호가 비상 중단을 하지 않았다면 그는 우주를 유영한 두 번째 미국 우주비행사가 되었을 것이다. 스콧은 1969년 3월 제임스 맥디빗 사령관 및 달 모듈 조종사 러스티 슈바이카르트와 함께 아폴로 우주선을 광범위하게 테스트하는 임무인 아폴로 9호의 사령기계선 조종사로 궤도에서 10일을 보냈다.
아폴로 12호를 지원한 후 스콧은 아폴로 15호 임무, 네 번째 유인 달 착륙 및 첫 번째 J 임무의 사령관으로서 세 번째이자 마지막 우주 비행을 했다. 스콧 어윈과 제임스 어윈은 3일 동안 달에 머물렀다. 지구로 돌아온 후 스콧과 그의 동료들은 400개의 승인되지 않은 우편 표지를 달까지 운반했다는 사실이 밝혀진 후 NASA의 호의를 얻지 못했다. 스콧은 캘리포니아에 있는 NASA의 드라이덴 비행 연구 센터 소장을 역임한 후 1977년에 기관에서 은퇴했다. 그 이후로 그는 여러 우주 관련 프로젝트에 참여했으며 아폴로 13을 포함하여 우주 프로그램에 관한 여러 영화의 컨설턴트로 활동했다.